# Okroug urbain de Dalnegorsk
L'okroug urbain de Dalnegorsk (en russe : Дальнего́рский городско́й о́круг, Dalnegorski gorodskoï okroug) est une subdivision administrative (ville d'importance régionae) et une municipalité (okroug urbain) du kraï du Primorié en Russie. Situé en Extrême-Orient russe dans l'est du Primorié, il est recouvert par les montagnes du Sikhote-Aline et il est baigné par la mer du Japon. Son centre administratif est la ville de Dalnegorsk, et il compte en tout 8 localités. Sa population s'élevait à 38 999 habitants en 2023.

## Démographie
Recensements (*) ou estimations de la population,:
| 1959*  | 1970*  | 1979*  | 1989*  | 2002*  | 2010*  |
| ------ | ------ | ------ | ------ | ------ | ------ |
| 32 602 | 49 274 | 57 503 | 63 242 | 50 271 | 46 336 |

| 2021*  | 2022   | 2023   | - | - | - |
| ------ | ------ | ------ | - | - | - |
| 39 816 | 39 539 | 38 999 | - | - | - |

## Localités
L'okroug urbain de Dalnegorsk comptait au 29 juin 2023 8 localités, dont une ville.
| Liste des localités | Liste des localités | Liste des localités | Liste des localités         | Liste des localités         |
| N°                  | Localité            | Statut              | Population Recensement 2010 | Population Recensement 2021 |
| ------------------- | ------------------- | ------------------- | --------------------------- | --------------------------- |
| 1                   | Dalnegorsk          | ville               |                             | 33 655                      |
| 2                   | Kamenka             | village             | 1404                        |                             |
| 3                   | Krasnoretchenski    | village             | 3296                        | 2 353                       |
| 4                   | Lidovka             | hameau              | 76                          |                             |
| 5                   | Monomakhovo         | hameau              | 407                         |                             |
| 6                   | Roudnaïa Pristan    | village             | 2107                        | 1 433                       |
| 7                   | Serjantovo          | village             | 1454                        |                             |
| 8                   | Tcheremchany        | hameau              | 73                          |                             |